# Ambung
Ambung (nep. आम्वुङ) – gaun wikas samiti we wschodniej części Nepalu w strefie Kośi w dystrykcie Terhathum. Według nepalskiego spisu powszechnego z 2001 roku liczył on 671 gospodarstw domowych i 3904 mieszkańców (1931 kobiet i 1973 mężczyzn).